# Live at Montreux 1991
Live at Montreux 1991 è un album live del gruppo musicale statunitense Toto.

## Descrizione
L'album è stato registrato il 5 luglio 1991 al Montreux Jazz Festival in Svizzera durante una delle tappe del Summer Festival Tour del 1991. L'album immortala uno degli ultimi concerti con il batterista Jeff Porcaro, morto l’anno successivo poco prima della pubblicazione dell’album Kingdom Of Desire.
L'album è uscito nel 2016 in CD, DVD e Blu-ray.

## Tracce
1. On the Run (S. Lukather, D. Paich, F. Waybill) - Voce: Steve Lukather
2. Kingdom of Desire (D. Kortchmar) - Voce: Steve Lukather
3. I'll Be Over You (S. Lukather, R. Goodroom) - Voce: Steve Lukather
4. Africa (Drums solo) (D. Paich, J. Porcaro) - Voce: David Paich
5. Jake to the Bone (D. Paich, J. Porcaro, S. Lukather, M. Porcaro) - (strumentale)
6. Red House (J. Hendrix) - Voce: Steve Lukather
7. Rosanna (D. Paich) - Voce: Steve Lukather & Fred White
8. I Want to Take You Higher (Sly & the Family Stone) - Voce: multiple

## Formazione
- Steve Lukather - chitarra, voce
- David Paich - tastiere, voce
- Jeff Porcaro - batteria
- Mike Porcaro - basso
- Jenny Douglas-McRae – cori
- Jackie McGhee – voce
- Fred White – voce
- Chris Trujillo – percussioni

## Curiosità
- Durante la tournée vennero presentati tre nuovi brani, ossia On The Run, Kingdom Of Desire e Jake To The Bone, che sarebbero poi dovuti essere inclusi nell'album Kingdom Of Desire. Dei tre solo On The Run non venne incluso nell'album, perché i Toto non riuscirono ad ottenerne una versione da studio soddisfacente.
- Nell'album non è stata inclusa la versione di Hold The Line cantata da Jenny Douglas-McRae, presente invece nella versione Bootleg.
- La line-up del tour prevedeva la presenza del secondo tastierista John Jessel, assente però a questo spettacolo.
- Nella setlist del tour erano presenti più brani:

1. On the Run
2. English Eyes
3. Stop Loving You
4. I'll Be Over You
5. Child's Anthem
6. Africa (Drums solo)
7. Kingdom of Desire
8. Jake to the Bone
9. Red House
10. Girl Goodbye
11. Rosanna
12. Hold The Line
13. I Want to Take You Higher